# ABR控股
ABR控股有限公司，簡稱ABR控股（英語：ABR Holdings Limited，SGX：533），在1978年，由美國胜成立亞太區特許經營餐飲業務。
而主要業務是餐馆与糕饼店、巧克力零售和分销、葡萄酒和烈酒分销，以及其他行業類別，品牌為「胜」、 「Gloria Jean's Coffees」、「Oishi Pizza」、「Season」、「The Cocoa Trees」、「Yogen Fruz」、「Hippopotamus」，以及「Tip Top」。
總部位於41 Tampines Street 92 ABR Building Singapore 528881。而該股份在1992年5月11日於新加坡交易所創業板（凱利板前身）上市，直至2008年11月7日轉在主板上市。而前身為「双胜新加坡私人有限公司」、「S.H.M.私人有限公司」，以及「双胜亞太有限公司」。
主席為蔡長春（Chua Tiang Choon Keith），以及總裁為Ang Yee Lim。

## 連結
- ABR.com.sg（页面存档备份，存于）